# Alexandru G. Golescu

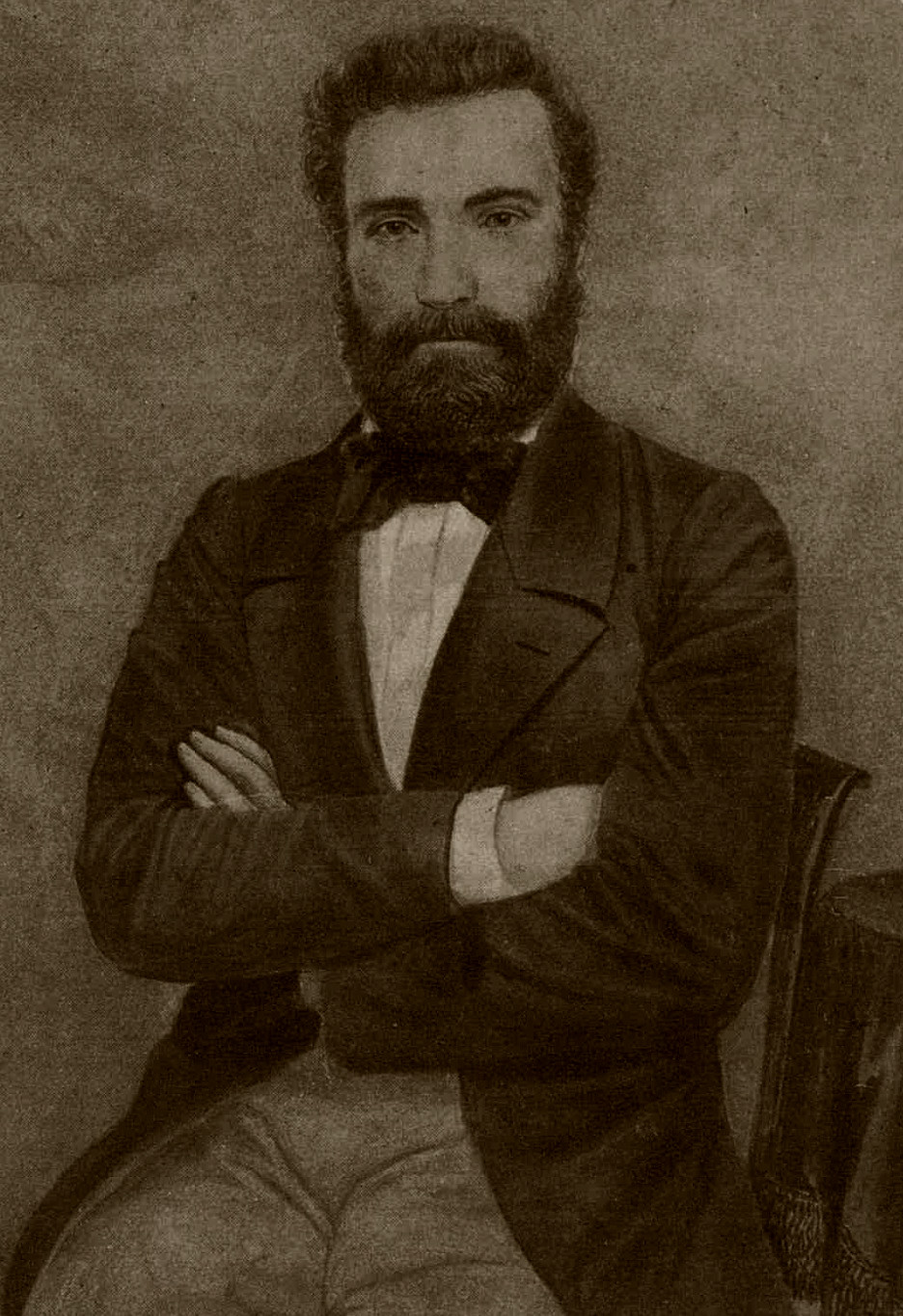
Alexandru G. Golescu

Alexandru G. Golescu (* 1819 in Bukarest, Fürstentum Walachei; † 15. August 1881 in Rusănești, Kreis Olt, Königreich Rumänien) war ein rumänischer Politiker, der unter anderem 1870 Ministerpräsident des Fürstentums Rumänien war.

## Leben

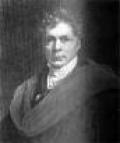
Alexandru G. Golescu

Golescu stammte aus einer Bojaren-Familie und war ein Neffe von Dinicu Golescu sowie Cousin von dessen Söhnen und späteren Ministerpräsidenten Ștefan Golescu und Nicolae Golescu. Er besuchte die St.-Sava-Akademie (Colegiul Național „Sfântul Sava“) in Bukarest und absolvierte danach ein Studium der Ingenieurwissenschaften an der renommierten 1778 gegründeten Arts et Métiers ParisTech. Nach dessen Abschluss war er als Ingenieur im Fürstentum Walachei tätig, wo er 1843 zusammen mit Nicolae Bălcescu, Ion Ghica und Christian Tell den radikalische Geheimbund Frăția (Bruderschaft) gründete, die in Opposition zu Gheorghe Bibescu stand, der zwischen 1843 und 1848 Fürst der Walachei war. Nachdem er 1845 zunächst nach Paris zurückgekehrt war und sich dort Verbindungen rumänischer Studenten angeschlossen hatte, nahm er an der Rumänischen Revolution von 1848 teil.
Golescu trug die Beinamen Arăpilă und Negru (Schwarzer) im Unterschied zu seinem weiteren Cousin Alexandru C. Golescu, der Albu genannt wurde. 1859 gehörte er zu den Förderern des Zusammenschlusses des Fürstentums Walachei mit dem Fürstentum Moldau zum Fürstentum Rumänien, woraufhin Alexandru Ioan Cuza erster Herrscher (Domnitor) dieser beiden Donaufürstentümer wurde. Er war von 1866 bis 1868 Diplomatischer Vertreter im Osmanischen Reich und anschließend zwischen dem 16. November 1868 und dem 7. Januar 1870 Finanzminister (Ministru de Finanțe) im Kabinett von Ministerpräsident Dimitrie Ghica. Am 2. Februar 1870 wurde er als Nachfolger von Dimitrie Ghica selbst Ministerpräsident (Prim-Ministru) 18. April 1870. Zugleich bekleidete er in dieser Zeit auch das Amt des Außenministers (Ministrul Afacerilor Externe) sowie des Innenministers (Ministru de interne).

## Hintergrundliteratur
- Anastasie Iordache: Alexandru G. Golescu (1819-1881), Editura științifică, Bukarest 1974